# 三桃食品東北工場
三桃食品株式会社東北工場（みつももしょくひんかぶしきがいしゃとうほくこうじょう）は、山形県米沢市に本社を置いていた、中華系惣菜（餃子、饅頭、焼売）を中心とする食料品の製造販売を主としていた企業。
社名から2015年に経営破綻した三桃食品株式会社の工場の一つと思われがちだが、「工場」の名を冠しているものの、独立した株式会社組織であった。

## 概要
1972年に三桃食品の協力工場として北桃食品株式会社として設立。1974年に三桃食品の子会社となると同時に現在の社名へ変更。中華系惣菜（餃子、饅頭、焼売）の製造・販売を行っていた。
2006年4月期は約16億4600万円の売上があった。しかし、個人消費の低迷や低価格志向などで経営が悪化。これにとどめを刺すように、2014年11月に三桃食品が事業を停止し、2015年4月に三桃食品が破産手続開始決定を受けたことから、三桃食品に対する不良債権も発生し、三桃食品から独立した2015年4月期以降は債務超過に転落した。
過去の不良債権処理を行ったことから赤字決算が続き、スポンサー企業が設立した受け皿会社であるシンセイ三桃食品（2019年1月にシンセイ食品へ商号変更）への事業譲渡が円滑に行われなかったことから、2019年2月15日に山形地方裁判所米沢支部へ民事再生法適用を申請し、同年3月18日に民事再生手続開始決定を受けた。負債額は11億900万円。
民事再生計画では、地元スポンサーの協力の下で事業を継続するとしていたが、有効な再生計画の策定が出来ず、2019年7月17日に山形地方裁判所米沢支部から民事再生手続廃止決定並びに保全管理命令を受け、同年8月15日に破産手続開始決定を受けた。事業は、2019年7月までにシンセイ食品へ譲渡されている。
三桃食品株式会社東北工場は2022年1月25日に法人格が消滅した。
シンセイ食品米沢窪田工場となっている旧本社兼工場は、三桃食品株式会社東北工場の法人格消滅後に山形地方裁判所において不動産競売にかけられる事になった。2023年3月9日に開札が行われ、2名による入札の結果、2334万円で法人が単独で落札した。

## 所在した事業所
- 本社・工場 - 山形県米沢市
- 札幌営業所 - 北海道石狩市
- 仙台営業所 - 宮城県仙台市宮城野区
- 東京営業所 - 東京都新宿区

## かつての関連企業
- 三桃食品株式会社 - 2014年11月20日に事業停止、2015年4月13日に静岡地方裁判所から破産手続開始決定[5]、2016年12月21日に法人格消滅。
- 三桃食品株式会社四国工場 - 2014年2月28日に事業停止、同年9月26日に松山地方裁判所から破産手続開始決定[11]。
- 三桃食品株式会社九州工場 - 三桃食品の経営破綻後に独立。2020年6月にヒライの子会社化。